# 2 Wojskowy Oddział Gospodarczy
2 Wojskowy Oddział Gospodarczy (2 WOG) – jednostka logistyczna Sił Zbrojnych Rzeczypospolitej Polskiej. Realizuje zadania zabezpieczenia finansowego i logistycznego jednostek i instytucji wojskowych na swoim terenie odpowiedzialności.

## Formowanie i zmiany organizacyjne
Na podstawie decyzji Ministra Obrony Narodowej nr 503/MON z 6 grudnia 2006 rozpoczęto formowanie Oddziału. Z dniem 1 października 2007 2 WOG stał się dysponentem środków budżetowych III stopnia, następnie rozkazem dowódcy ŚOW nr Z-380 z 28 listopada 2007 nadano mu przydziały gospodarcze i od dnia 1 stycznia 2008 stał się oddziałem gospodarczym dla jednostek wojskowych, które zostały mu przydzielone na zaopatrzenie .

## Symbole oddziału
Minister Obrony Narodowej decyzją nr 93/MON z 29 marca 2012 r. wprowadził odznakę pamiątkową , a decyzją nr 324/MON z 9 października 2012 r. oznaki rozpoznawcze Oddziału .
Oznaki rozpoznawcze 

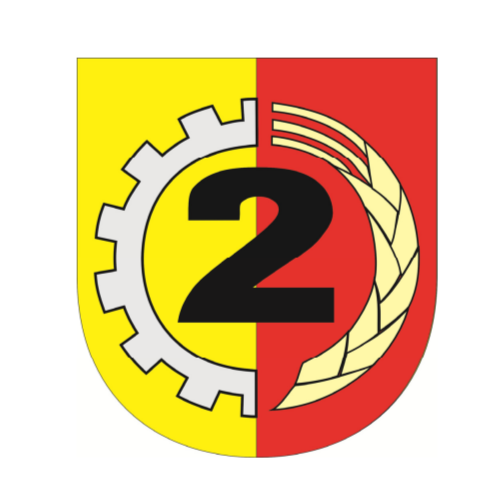
Oznaka rozpoznawcza na mundur wyjściowy
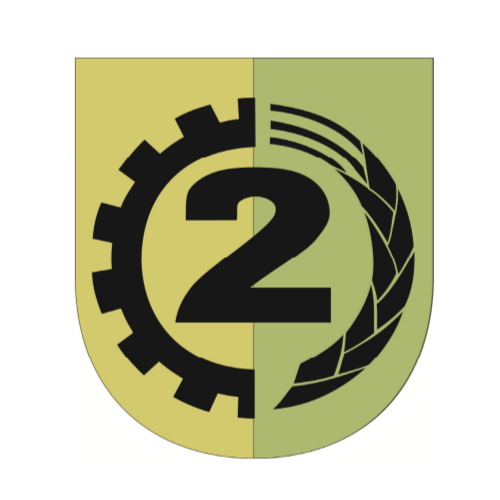
Oznaka rozpoznawcza na mundur polowy

## Żołnierze WOG
| Komendanci WOG              | Komendanci WOG            |
| Stopień imię i nazwisko     | Okres pełnienia służby    |
| --------------------------- | ------------------------- |
| płk Jan Bereza              | 2007 – 2 II 2015          |
| płk dr Mirosław Chrzanowski | 2 II 2015 – 21 VI 2017    |
| płk Jacek Chrostowski       | 21 VI 2017 – 30 IX 2020   |
| płk Bogdan Drąg             | 28 XII 2020 – 17 VII 2025 |